# Акколь (озеро, Жамбылская область)
Акколь (в переводе — «белое озеро») — озеро в Жамбылской области Казахстана. Находится приблизительно в 3 км к юго-западу от центра Таласского района — села Акколь. Площадь озера составляет 36 км². Средняя глубина 3 м, наибольшая 5 м. Через Акколь протекает река Асса. Замерзает с конца декабря по конец марта. В озере водится сазан, алабуга и другие рыбы. Побережье используется как место отдыха.